# Jere Sallinen
Jere Sallinen (* 26. října 1990, Espoo) je finský lední hokejista, křídelní i střední útočník. V současnosti působí v klubu EHC Biel, ve švýcarské nejvyšší soutěži. S finskou reprezentací vyhrál mistrovství světa 2019 a mistrovství světa 2022. Krom toho má ze světových šampionátů dvě stříbra (2014, 2021). Zúčastnil se též MS 2023 (7. místo). Finskou nejvyšší soutěž hrál za Espoo Blues, Hämeenlinnan Pallokerho a IFK Helsinky. V roce 2013 obdržel Trofej Mattiho Keinonena pro hráče s nejlepším hodnocení +/-. Tři sezóny strávil ve švédské lize, v dresu Örebro HK, dvě v KHL jako hráč Jokeritu Helsinky. Rok zkoušel kariéru v zámoří, ale strávil ho na farmě v AHL, v Bakersfield Condors. O roku 2021 je ve Švýcarsku. Jeho bratr Tomi Sallinen, který hrál i za Kometu Brno, je také hokejistou.